# Lago de Péligre
O lago de Péligre (em francês:  Lac de Péligre) é o segundo maior lago do Haiti. Situa-se no Departamento do Centro. É descrito como de "belas águas, azul e situado entre montanhas escarpadas e áridas".
Foi criado como resultado da construção da barragem hidroelétrica de Péligre no rio Artibonite, entre 1956 e 1957. O projeto foi desenhado pelo Corpo de Engenheiros do Exército dos Estados Unidos e financiado pelo Banco Export-Import dos Estados Unidos.